# Abaújharaszti
Abaújharaszti (szlovákul Chrastné) község Szlovákiában, a Kassai kerület Kassa-környéki járásában.

## Fekvése
Kassától 13 km-re északkeletre, a Tarca-folyó és az Ósva-patak között található.

## Története
1357-ben „Harazth” néven említik először, ezután rendszerint Haraszti alakban fordul elő. Neve a régi magyar haraszt (= kocsányos tölgy) főnévből származik. 1420-ban már a Rozgonyiak birtoka volt. 1598-ban 21 ház állt a faluban.
A 18. század végén Vályi András így ír róla: „HARASZTI. Tót falu Abaúj Várm. földes Urai Kelcz, és más Urak, lakosai katolikusok, fekszik Sáros Vármegy. széle felé, hegyes, és erdős helyen, Lapis patakának filiája, határja soványas, legelője, és fája szűken van, piatza jó Kassán.”
Fényes Elek 1851-ben kiadott geográfiai szótárában így ír a faluról: „Haraszti, Krasne, tót falu, Abauj vmegyében, a Tarcza völgyében, közel Sáros vmegyéhez: 145 r. kath., 80 g. kath., 130 evang., 18 ref., 14 zsidó lak. F. u. a rozgonyi közbirtokosok. Ut. p. Kassa.”
Borovszky Samu monográfiasorozatának Abaúj-Torna vármegyét tárgyaló része szerint: „...Az innen északra, a vármegye határáig menő s Budamérnél az eperjesi országuttal csatlakozó községi út mentén sűrü egymásutánban, 2-3 kilométernyi közökben négy helységet érünk. Ezek: Benyék, Vajkócz, Haraszti, Királynépe. [...] Harasztin 38 ház, 228 tót, a Sárosmegyével határos [...]. Postája mind a négynek Rozgony; táviróállomásuk Kassa.”
1920 előtt Abaúj-Torna vármegye Kassai járásához tartozott.

## Népessége
| Év:            | 1994. | 2004.    | 2014.    | 2024.    |
| -------------- | ----- | -------- | -------- | -------- |
| Emberek száma: | 321   | 376      | 483      | 726      |
| Eltérés:       |       | +17,13 % | +28,45 % | +50,31 % |

| Év:            | 2023. | 2024.   |
| -------------- | ----- | ------- |
| Emberek száma: | 701   | 726     |
| Eltérés:       |       | +3,56 % |

1746-ban népessége 29 főre rugott, lakossága vegyes magyar-szlovák volt.
1910-ben 263-an lakták, közülük 228 szlovák, 28 magyar anyanyelvű.
1991-ben 331 lakosa volt.
2001-ben 356 lakosából 349 szlovák volt.
2011-ben 440 lakosából 427 szlovák volt.